# Gullbandsiris
Gullbandsiris (Iris orientalis) är en art i familjen irisväxter.
Gullbandsiris härstammar från östra Grekland och västra Turkiet men har spritt sig som trädgårdsväxt och förekommer bland annat sällsynt som förvildad i södra Norden. Växten blir 40–100 centimeter hög och blommar i juni till juli. Bladen är 12–20 millimeter breda, mörkgröna med upphöjda nerver. Blombladen är vita till gräddvita med en gul fläck i mitten.